# ダウンウォッシュ

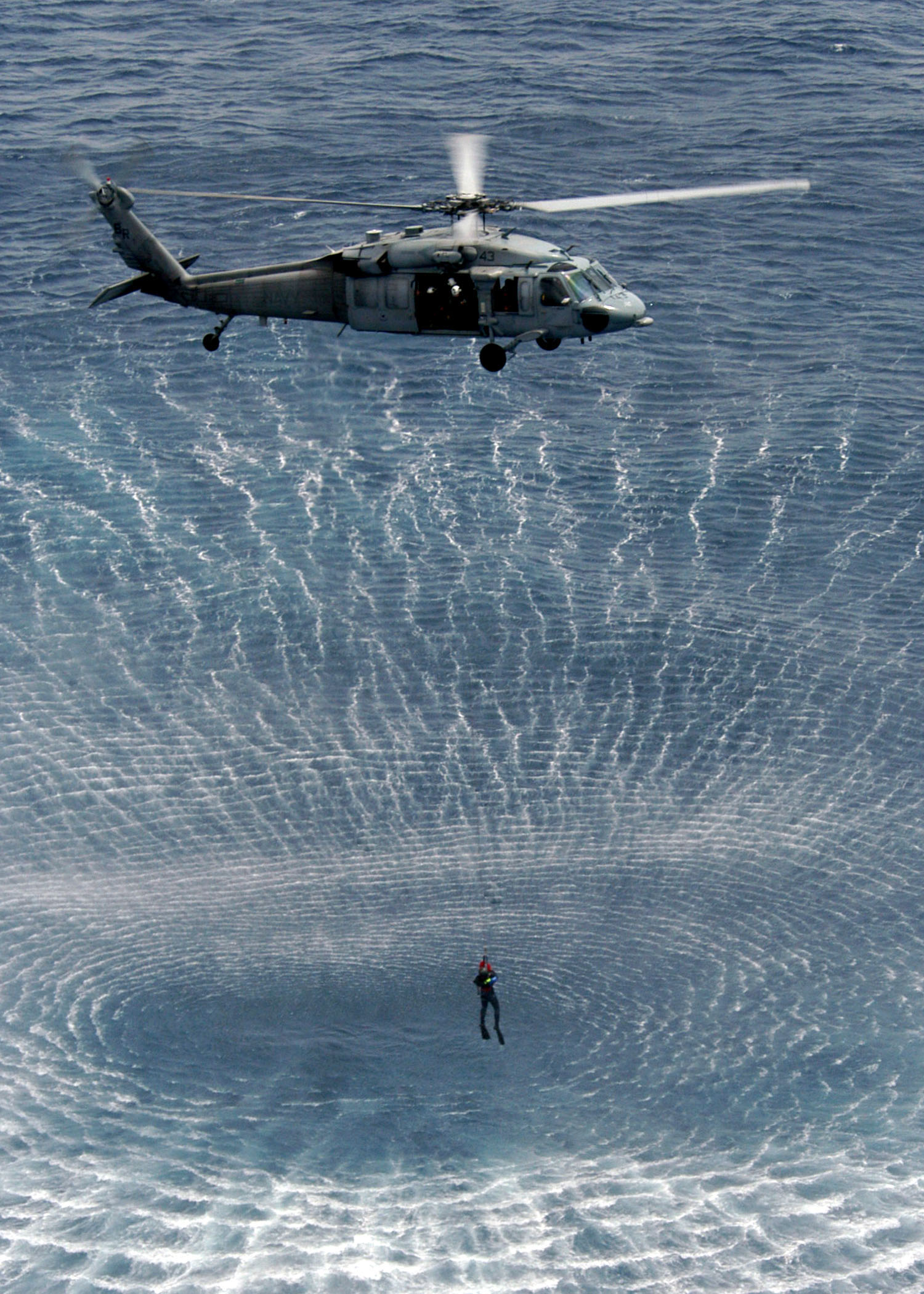
ホバリング中のヘリコプターによるダウンウォッシュが水面上に作り出した波紋

空気力学上のダウンウォッシュとは、揚力が生成される過程において、翼またはヘリコプターのローターブレードの翼形が空気中で運動することで生じる、空気力学的作用による空気流の方向の変化である。
翼形による揚力の発生は、ニュートン力学の第3法則を適用できる事象のひとつである。ダウンウォッシュを作り出す力は、翼断面に生じている揚力と大きさが等しく、逆向きになる。また、クッタ・ジュコーフスキーの定理を適用できる事象のひとつでもある。翼の後縁におけるダウンウォッシュの発生は、クッタの条件で説明することができる。